# 侯顯
侯顯（1365年—1438年），藏族人，藏名洪保希繞。祖籍甘肅省甘南藏族自治州臨潭縣流順鄉寺底下村。明朝永乐时期的南京司礼监太监。有才辯，永樂元年（1403年），奉使西藏，先後“五使絕域”，能令西南諸番賓服。永樂十年和永樂十三年又二次隨鄭和下西洋，曾出訪過緬甸、尼泊爾、印度、錫金、巴基斯坦、馬達加斯加等國。宣宗特賜侯家寺於临潭（臨潭縣流順鄉上寨村），晚年圆寂於此。

## 生平
至正二十五年（1365年），出生于甘肃洮州信仰藏传佛教家庭。
洪武十二年（1379年），被征西将军沐英的军队俘虏，后带回南京，进贡给宫廷。
建文四年（1402年），在“靖难之役”中有功，赐姓名侯显，升为司礼监少监。
永乐元年（1403年），同僧人智光进藏赍送诏书，迎请活佛噶玛巴·得银协巴。
永乐四年（1406年），回到南京，升为司礼监太监。
永乐五年（1407年），跟随郑和第二次下西洋。
永乐七年（1409年），跟随郑和第三次下西洋。
永乐十一年（1413年），出使尼泊尔，迎请格鲁派活佛释迦也失。
永乐十三年（1415年），出使榜葛剌国。
永乐十八（1420年），出使沼纳扑儿国。
宣德二年（1427年），出使尼泊尔。
宣德四年（1429年），返回北京。
宣德六年（1431年），乞求退休。
正統三年（1438年），在侯家寺去世。
| 前任： 黄俨 (明朝宦官) | 司礼监掌印太监 1425年—？年 | 繼任： 范弘 (明朝宦官) |